# Segré
Segré is een plaats en voormalige gemeente in het Franse departement Maine-et-Loire in de regio Pays de la Loire. De plaats is de onderprefectuur van het arrondissement Segré. Op 15 december 2016 werd Segré als zelfstandige gemeente opgeheven en de hoofdplaats van de op die dag gevormde commune nouvelle Segré-en-Anjou Bleu.

## Geschiedenis
In de tiende eeuw liet de graaf van Anjou Fulco de Rode een kasteel bouwen. In de elfde eeuw onder Fulco Nerra werd het houten kasteel vervangen door een stenen exemplaar. In 1066 werd het kasteel ingenomen door het leger van Conan II van Bretagne. In 1191 nam Richard Leeuwenhart Segré af van Geoffroy de la Guerche en gaf het aan zijn vrouw Bérangère van Navarra.
In 1490 werd de stad verwoest door roversbenden. In 1589 veroverde de graaf van Rochepot, gouverneur van Anjou, de stad op aanhangers van de Heilige Liga en liet de stad pluderen. Koning Hendrik III liet het kasteel en de stadsmuren van Segré afbreken.
In 1795 werd de stad veroverd door een leger van 2.000 chouans, opstandelingen tegen de republiek. De stad werd geplunderd en 33 republikeinen terechtgesteld. In de negentiende eeuw kende de stad een grote groei: er was een fusie met de gemeente Saint-Aubin-du-Pavoil, het treinstation werd geopend en er waren ijzermijnen en steengroeven.
Bij hun aftocht in augustus 1944 staken de Duitsers de stad in brand.

## Geografie
De oppervlakte van Segré bedraagt 15,9 km², de bevolkingsdichtheid is 403,1 inwoners per km².
De plaats ligt aan de samenvloeiing van de Argos, de Oudon en de Verzée.
De onderstaande kaart toont de ligging van Segré met de belangrijkste infrastructuur en aangrenzende gemeenten.

## Demografie
Onderstaande figuur toont het verloop van het inwonertal.